# Remazol briljantno plava R
Remazol briljantno plava R' (eng. Remazol Brilliant Blue R ili RBBR) je antrakinonsko bojilo koje se koristi u tekstilnoj industriji. Bojilo je štetno po zdravlje ljudi a može oštetiti vodeni i vegetativni život ako se zagađena voda koristi za navodnjavanje.

## Reaktivna bojila
Reaktivna bojila su bojila čije se molekule za vrijeme postupka bojenja vežu kovalentnim kemijskim vezama s obojenim materijalom. U tom se postupku stvaraju nove kemijske veze između određenih reaktivnih grupa sadržanih u bojilu i stanovitih grupama bojanog materijala, a nakon završenog bojanja postaju bojila kemijskom dijelom obojenog materijala.
Reaktivna bojila sadrže po pravilu u strukturi svoje molekule, osim reaktivnih grupa, i dio koji nosi te reaktivne grupe, dio koji uvjetuje obojenje (kromogen) i supstituente koji omogućuju topljivost. Kromogeni su najčešće iz reda azo-spojeva, antrakinonskih i ftalocijaninskih spojeva. Supstituenti koji omogućuju topljivost jesu sulfonske ili karboksilne grupe. One treba da omoguće bojenje u vodenim otopinama na 20 do 70°C. Pri tom je poželjno da bojilo nema veliku supstantivnost, kako bi se kemijski nevezani dio bojila mogao lako isprati. Reaktivne grupe treba da budu takve da brzina njihova reagiranja s materijalom koji se boja bude veća nego brzina reakcije s vodom na temperaturi bojanja.
Prva bojila ovog reda stavila je u promet engleska tvrtka ICI (eng. Imperial Chemical Industries) pod grupnim imenom Procion (švicarska tvrtka CIBA proizvodi ih pod imenom Cibacron). To su diklortriazinski derivati relativno jednostavnih kiselih monoazo-bojila i antrakinonskih bojila.
Pripremaju se djelovanjem cijanurklorida (klorida cijanurne kiseline, triklor-s-triazina) na spomenuta kisela bojila. Primjeri su: Procionyellow RS, koji se dobiva djelovanjem cijanurklorida na monoazo-bojilo β-naftilamin-4,8- disulfonska kiselina → m-toluidin; Procionbrilliantred 2BS, koji nastaje kondenzacijom cijanurklorida s monoazo-bojilom ortanilna kiselina → H-kiselina; Procionbrilliantblue RS, koji se dobiva iz cijanurklorida i l-amino-4-(3'-aminoanilino)-antrakinon-2,4'-disulfonske kiseline.
Ako se u cijanurkloridu zamijene dva atoma klora, dobivaju se monoklortriazinska bojila, koja se primjenjuju na višim temperaturama bojanja, kao na primjer Procionblue HBS (dobiven djelovanjem cijanurklorida u vodenoj otopini na 1-amino-4-(4'-aminoanilino)-antrakinon- 2,3'-disulfonat i kondenzacijom nastalog međuprodukta s metanilnom kiselinom) i Cibacronbraun 3GR (4-aminoazobenzen-3,4'-disulfonska kiselina lamindisulfonska kiselina → 1,6 + 1,7-naftisulfanilna kiselina + cijanurklorid + sulfanilna kiselina).
Triazinskim derivatima slični su i produkti koji sadrže diklor ili triklorpirimidinske ostatke, kao na primjer Reactonrot 2B (ortanilna kiselina → H-kiselina + 2,4,5,6-tetraklorpirimidin). Ovakva bojila sadržavaju čvršće vezane atome klora, koji onda teže reagiraju, pa su bojila otpornija prema hidrolizi i njima se može bojati na višim temperaturama. Na taj su način građena i takozvana Drimaren-bojila. Halogenirani heterociklički sistem kao reaktivnu komponentu sadrže i Levafix-E bojila, koja imaju u molekuli posebnu grupu. Kao reaktivna grupa važna je vinilsulfonska grupa —S02—CH=CH2, bilo da je u tom obliku uklopljena u sastav molekule bojila, bilo da prilikom procesa bojenja nastaje djelovanjem alkalnih agensa iz β-kloretilsulfonskih grupa (—S02CH2CH2Cl) ili iz estera β-hidroksietilsulfonskih bojila sa sumpornom kiselinom (—S02CH2CH20S03H). Primjer je Remazolbrillantblau R.
Remalanecht-bojila građena su na isti način na osnovi kromnih i kobaltnih metalkompleksnih bojila tipa 1:2 iz o,o'-dihidroksiazospojeva.
Postoje i mnoge druge kemijske grupe koje su upotrijebljene za stvaranje reaktivnosti bojila; tako na primjer takozvana Levafix-bojila iz reda sulfonamida sadržavaju grupu — S02NHCH2CH20S03H; karbonamido-grupu sadržava grupa —NHOCCH2CH2Cl (Primazin-bojila) i tako dalje.
Za bojanje reaktivnim bojilima razrađen je velik broj posebnih specifičnih postupaka. Postignuta obojenja odlikuju se velikom jasnoćom i izvanrednim postojanostima, u čemu su vrjednija od njih samo reduktivna bojila. Međutim, reaktivna bojila su jeftinija.